# Лише закохані вижили
Лише закохані вижили («Вижили тільки закохані») (англ. Only Lovers Left Alive) — постапокаліптичний роман-антиутопія британського письменника Дейва Волліса, написаний в 1964 році. Оповідає про утопічне англійське суспільство, де всі дорослі покінчили життя самогубством, а підлітки, які залишені напризволяще самих себе, занурюють країну в нескінченні битви на виживання.

## Сюжет

### Епіграф
Епіграфом до роману служать  рядки з вірша Джека Ліндсея «Відроджена земля»  (англ. Earth reborn):
If mankind died at twenty-five
(save poets & musicians)
and only lovers were left alive
to throng their exhibitions…

### Короткий зміст
Епідемія самогубств з допомогою «легких таблеток» (англ. "«easaway»") охоплює людей старшого покоління, і незабаром у Сполученому Королівстві не залишилося жодного дорослого. Світ відтепер належить підліткам; одні з них збираються в банди, що воюють один з одним, інші — свідоміші — роблять спроби створити нове суспільство.

## Історія написання
До 1964 року у Д. Волліса вже вийшло дві книги, які не принесли йому популярності. Спочатку планувалося, що «Вижили тільки закохані», як і попередні романи Волліса, випустить видавничий дім Heinemann, однак, отримавши відмову, Волліс передав права на публікацію Ентоні Блонду. Блонд випустив тираж в 10 000 копій, що досить багато для автора такого рівня популярності, як у Волліса. Однак, після першої публікації книга, не знайшовши належної уваги читача, була забута і тільки багато десятиліть потому, в 2015 році, була перевидана видавництвом Valancourt у новому форматі, з новими вступним словом від Ендрю Талліна і зі знаменитою фотографією авторства Брюса Флемінга на обкладинці.

## Культурне значення
Роман мав культурний вплив як символ дедалі більшої влади підліткового суспільства у масовій літературі. Роман також не пройшов художню цензуру в Ірландії і був заборонений в 1966 році.
The Observer зазначає, що в книзі вдало продемонстровано зв'язок між підлітковим прагненням до руйнування і жорстокістю сучасного суспільства, однак сам роман переповнений клішованими персонажами і в ньому занадто відчувається претензія на сенсаційність.
>The New York Times називає зав'язку сюжету «привабливою» і вважає книгу «надзвичайно амбітним проявом уяви».

## Цікаві факти
- Створений на черговій хвилі популярності контркультурної тематики підліткового бунту і перекроювання суспільства, роман «Вижили тільки закохані» в 1966 році міг бути екранізований Ніколасом Реєм [6].
- У 1976 р. в Англії вийшов комікс за мотивами роману Волліса, «Kids Rule O. K.».[7]
- Існує думка, що книга Волліса послужила одним із стимулів для Вільяма Берроуза до написання роману «Дикі хлопці»
- Джим Моррісон називає книгу Волліса серед улюблених творів літератури.[8]
- У 2013 році вийшов фільм Джима Джармуша "Виживуть тільки коханці", назвою посилається на той же вірш Ліндсея, однак сценарно ніяк не пов'язаний з романом Волліса.

## Додатково
За стилістикою мови «Лише закохані вижили» часто порівнюють з «Механічним апельсином» Ентоні Берджеса.
Роман Волліса також неодноразово називали ідейним «аналогом» «Володаря мух» Вільяма Ґолдінга.